# Guido Beltrami
Guido Antonio Beltrami (Torino, 16 settembre 1865 – Rosa dei Banchi, 6 agosto 1920) è stato un calciatore italiano, di ruolo attaccante.

## Carriera

### Calciatore

#### Club
Tra le file del Torino FCC sin dall'anno della fondazione, nel 1887, club che si fonderà nel 1891 con il Nobili Torino, dando origine all'Internazionale Torino.
Con l'Internazionale Torino disputò la finale del 1899, perdendola con il Genoa.
Nel 1900, a causa di una crisi finanziaria l'Internazionale Torino è costretta a fondersi con il Torinese, in cui rimase un titolare. Con il suo nuovo club raggiunge la sua terza finale di campionato, che perderà per la terza volta consecutiva contro il Genoa.
Rimase con gli arancio-neri sino al 1903.
Morì durante un'escursione in montagna nel 1920 alla Rosa dei Banchi (3.164 m) nelle Alpi Graie.